# 경성온천
경성온천(鏡城溫泉)은 조선민주주의인민공화국의 천연기념물 376호이다. 경성군 하온포로동자구에 있다.  원래 경성읍의 옛 지명은 주을읍이었기에 주을온천(朱乙溫泉)으로 불렸으나, 북한이 1952년에 군의 중심지에 있는 주을읍으로 군청을 이전하여 그 중심지를 경성읍으로 삼았다. 하온포로동자구는 원래 주을읍에 속했던 지역으로 지금의 경성읍에서 가까운 곳에 위치한다. 주을은 여진족의 이름이니 경성으로 바꾸라는 김일성 지시에 따라 1981년에 경성온천으로 바뀌었다. 모래온천이어서 경성모래온천으로도 불린다.
1. ↑  http://www.cybernk.net/infoText/InfoHumanCultureDetail.aspx?mc=CC0602&sc=A335100&tid=BN020200007621